# روزانا ورنیانو
روزانا ورنیانو (ایتالیایی: Rosanna Vergnano؛ زادهٔ ۲۱ مهٔ ۱۹۵۴) بازیکن زن بسکتبال اهل ایتالیا بود. وی در بازی‌های المپیک تابستانی ۱۹۸۰ شرکت کرده‌است.